# Щегловка (Омская область)
Щегловка — деревня в Полтавском районе Омской области России. Входит в состав Воронцовского сельского поселения.

## История
Основана в 1907 году. В 1928 году состояла из 92 хозяйств, основное население — украинцы. В составе Никоновского сельсовета Полтавского района Омского округа Сибирского края.

## Население
| 1926 | 2010 |
| ---- | ---- |
| 459  | ↘144 |